# Pello Uralde Hernáez
Pello Uralde Hernáez (Vitòria, 2 de març de 1958) és un exfutbolista basc, que ocupava la posició de davanter.

## Trajectòria
Debuta a primera divisió a la temporada 79/80, a les files de la Reial Societat. Eixe any disputa només tres partits, però a partir de l'any següent es consolida com a titular en l'onze donostiarra. Va ser un dels jugadors claus en l'època daurada de la Reial Societat de principis de la dècada dels 80, en la qual guanyen les Lligues 80/81 i 81/82 i la Copa del Rei del 1983. En la 81/82, el davanter aconsegueix 14 gols.
Romandria titular a la Reial Societat fins a l'estiu de 1986, quan fitxa per l'Atlètic de Madrid. Només romangué un any a l'equip matalasser abans de retornar al País Basc, ara a l'Athletic Club. Signaria dues bones temporades a San Mamés, en les quals marca fins a 28 gols. A la tercera, la 89/90, perd la condició de titular, encara que gaudeix de força minuts.
L'estiu de 1990 fitxa pel Deportivo de La Corunya. Els gallecs estaven a Segona Divisió, i gràcies als 15 gols del basc, aconsegueixen l'ascens de categoria. La 91/92 és la darrera campanya d'Uralde. En total, va sumar 339 partits i 112 gols en primera divisió.

## Internacional
Uralde va disputar tres partits amb la selecció espanyola. Va formar part del combinat que va participar en el Mundial de 1982, tot i que no hi va jugar cap minut.